# سيد محمود
سيد محمود (1969) صحافي وشاعر مصري ورئيس تحرير جريدة القاهرة التي تصدرها وزارة الثقافة المصرية.

## مناصب تولاها
رأس الأقسام الأدبية في العديد من المطبوعات منها مؤسسة الأهرام المصرية، وعدة صحف مستقلة في مصر.

## جوائز
نال الجائزة الأولى من نقابة الصحافيين المصريين لأحسن تغطية أدبية العام 2001.

## من أعماله
عمل محررا أدبيا ومراسلا حرا للعديد من الصحف العربية منها «الحياة» (لندن)، الأخبار (بيروت)، ووكالة رويترز للأنباء وشارك في تحكيم جائزة ساويرس الأدبية، كما شارك في تحكيم جائزة الصحافة العربية في دبي (فرع الصحافة الثقافية)، وتم تكريمه في مؤتمر أدباء مصرعن الإعلاميين عام 2013 ولقد كتب عدة أفلاما وثائقية.

## عضوياته
عضو مؤسس بالمجموعة العربية للسياسيات الثقافية.

## من مؤلفاته
له عده مؤلفات منها:
- ديوان «تلاوة الظل» (2014).
- كتاب «فتنة السؤال» مع الشاعر البحريني قاسم حداد
- كتاب «صفحة جديدة، الملتقى الأدبي للشباب العربي» (2005).